# خرگوشک اروپایی
خرگوشک اروپایی (نام علمی: Oryctolagus cuniculus) گونه‌ای از خرگوش است که در اصل بومی جنوب غربی اروپا (اسپانیا و پرتغال) و شمال غربی آفریقا است. اما توسط انسان به بسیاری از نقاط دیگر دنیا نیز وارد شده است. جمعیت این جانور در زیستگاه طبیعی خودش به شدت کاهش یافته و کاهش جمعیت آن شکارچی‌های وابسته به آن مانند سیاه‌گوش ایبری و عقاب شاهی اسپانیایی را در آستانه انقراض قرار داده است اما جمعیت آن در برخی نقاط غیربومی به قدری افزایش یافت که باعث مشکلات زیست‌محیطی فراوان و حتی انقراض برخی گونه‌های بومی شده است.
خرگوشک اروپایی تنها خرگوشی است که اهلی شده و به عنوان منبع غذایی برای استفاده از گوشت آن یا به عنوان حیوان خانگی نگهداری می‌شود. ورود خرگوش‌های رهاشده یا فرار کرده به طبیعت در برخی مناطق باعث مشکلات جدی زیست‌محیطی شده است. این جانور زادوولد سریعی دارد و در صورتی که شکارچی طبیعی نداشته باشد افزایش سریع جمعیت آن باعث تخریب پوشش گیاهی و خاک خواهد شد. شدیدترین مشکلات در استرالیا و نیوزیلند و جزایری که دشمن طبیعی برای این حیوان وجود ندارد بروز کرده است. این حیوان از معدود جانورانی است که توسط انسان همزمان به عنوان غذا، به عنوان حیوان مونس و به عنوان آفت محصولات کشاورزی در نظر گرفته شده است.
این حیوان برخلاف تصور اشتباه رایج جونده نیست و مانند دیگر خرگوش‌ها به راستهٔ مستقل خرگوش‌سانان (Lagomorpha) تعلق دارد. خرگوش‌های اروپایی با ایجاد حفره‌هایی در سطح زمین لانه‌سازی می‌کنند و بیشتر وقت خود را که مشغول تغذیه نیستند در آن‌ها می‌گذرانند. خرگوش اروپایی حیوانی اجتماعی است و به صورت گروهی زندگی می‌کند. آنها بیشتر در ساعات سحر و غروب فعال هستند. غذای اصلی آن علف است اما از برگ‌ها، پوست درختان، جوانه‌ها و ریشه‌ها هم تغذیه می‌کنند.
خرگوشک اروپایی توانایی تولید مثل بالایی دارد و توانایی شگفت‌انگیزی در گسترش سریع جمعیت خود دارد. یک نمونه مهم در استرالیا اتفاق افتاد که در سال ۱۸۵۹ برای اولین بار ۲۴ عدد خرگوش در آن رهاسازی شدند و کمتر از یک قرن بعد تعداد آنها به بیش از ۶۰۰ میلیون رسید.
در گذشته جمعیت خرگوشک اروپایی در شبه‌جزیره ایبری به قدری زیاد بود که فنیقی‌ها (ساکنان شرق مدیترانه) در هزاره دوم پیش از میلاد این منطقه را خرگوشستان (ای-شَفَن-یم در زبان فنیقی) می‌خوانند. در زبان عبری امروزین هم ای-شَفَن-یم به معنی جزیره خرگوش‌ها است. بر اساس یک تئوری کلمه اسپانیا (spania در یونانی و Hispania در لاتین) نیز از همین واژه گرفته شده است.

## شکل ظاهری
خرگوشک‌های اروپایی پستاندارانی قهوه‌ای رنگ با طول ۳۴ تا ۴۵ سانتیمتر و وزن تقریبی ۱٫۳ تا ۲٫۲ کیلوگرم هستند. نژادهای خرگوش‌های اهلی اندازه‌های متفاوتی دارند اما بیشتر آنها بزرگتر از همتایان وحشی خود هستند.
خرگوشک اروپایی شباهت زیادی به خرگوش اروپایی دارد اما خرگوش صحرایی کمی بزرگتر است. پاهای بلندتری دارد، گوش‌هایش بلندتر و نوک گوش‌هایش سیاه‌رنگ است و سوراخ دماغش بزرگتر است. همچنین نوزادان خرگوش اروپایی بدون مو و کور به دنیا می‌آیند، در حالیکه نوزادان خرگوش صحرایی رشدیافته‌تر هستند.